# Neville Francis Fitzgerald Chamberlain
Neville Francis Fitzgerald Chamberlain KCB KCVO KPM (1856 - 28 de maig de 1944), va ser un oficial de l'exèrcit britànic, i més tard Inspector General de la Reial Policia irlandesa que va renunciar el 1916 a propòsit de l'Alçament de Pasqua a Irlanda. Se li atribueix haver inventat el joc del snooker mentre servia a Jabalpur, l'Índia, el 1875.

## Biografia
Va néixer en una família de militars, era fill de Charles Francis Falcon Chamberlain i nebot de Neville Chamberlain Bowles. Va ser educat en la Brentwood School, i el Royal Military College de Sandhurst.
Va aconseguir el càrrec de sotstinent el 9 d'agost de 1873 i va ser promogut a tinent a l'agost de 1874. El 1878 durant la Segona guerra angloafganesa es va unir al personal del Mariscal de Camp Frederick Roberts, comandant en cap de l'exèrcit britànic a l'Afganistan, allà Fitzgerald va ser ferit lleument en la batalla de Kandahar. Va estar servint amb Roberts a Ootacamund entre 1881 i 1884. Va ser ascendit a capità el 1885, i a major al novembre del mateix any. El 1890 es va convertir en secretari militar en el Govern de Caixmir. Va ser ascendit a coronel el 1894, i això es va fer efectiu al febrer de 1899. Es va reincorporar amb Roberts a Sud-àfrica al desembre 1899, com primer ajudant de camp i secretari privat, i va ser molt recomanat per Roberts en els despatxos de guerra -despatx de data 31 de març 1900-.) El van nomenar cavaller de l'Orde del Bany (CB) el 1900.
El 1900 va ser nomenat Inspector General de la Royal Irish Constabulary (RIC), la força de policia per al conjunt d'Irlanda llevat de Dublín. La força, que estava armada, era sota el control directe de l'Administració irlandesa al Castell de Dublín. Va ser responsable de la recopilació d'intel·ligència, així com el manteniment de l'ordre, i va ser vist com els «ulls i orelles» del govern. Va renunciar formalment de l'exèrcit l'1 de novembre de 1901.
En els anys de Fitzgerald Chamberlain a la RIC va coincidir amb el sorgiment d'una sèrie d'organitzacions polítiques, culturals i esportives amb l'objectiu comú de fer valer la separació d'Irlanda d'Anglaterra, sovint es refereix col·lectivament com el Sinn Féin, que va culminar en la formació dels Voluntaris Irlandesos el 1913. En informes al secretari en cap per a Irlanda, Augustine Birrell, i el sots-secretari, Matthew Nathan, Chamberlain va advertir que «els voluntaris» es preparaven per organitzar una insurrecció i proclamar la independència d'Irlanda. L'Aixecament de Pasqua va començar el dilluns, 24 d'abril 1916 i es va prolongar durant sis dies, acabant només quan gran part del carrer O'Connell havia estat destruït pel foc d'artilleria. Encara que la Comissió reial sobre la Rebel·lió de 1916 (la comissió Hardinge) va allunyar de qualsevol culpa l'alçament a la RIC, es va veure obligat a dimitir després de les contínues crítiques rebudes.

## Vida posterior
Després del seu retir Fitzgerald Chamberlain va viure a Ascot, Berkshire, Anglaterra. El 19 de març de 1938 va publicar una carta en la revista The Field en què afirmava haver inventat el joc de snooker en el menjador d'oficials del 11è regiment Devonshire a Jabalpur, l'Índia el 1875. La seva reclamació va ser recolzada per l'autor Compton Mackenzie en una carta a The Billiard Player el 1939, i ha estat acceptat des d'aleshores.